# 中国驻顺化领事列表
本列表为中国驻越南顺化领事馆历任领事名录。

## 历任中国驻顺化领事

### 中华民国驻顺化领事（1955年－1968年）
1954年，越南以北纬17度线划分为南北两部分，中华民国驻海防领事馆位于北越境内。1955年4月24日，驻海防领事馆迁往南越境内的顺化，改设为驻顺化领事馆。1968年9月23日，中華民國駐順化領事館關閉，改設駐蜆港領事館。
| 姓名   | 任命           | 到任 | 免职          | 离任 | 领事职务 | 备注 | 备注 |
| ------ | -------------- | ---- | ------------- | ---- | -------- | ---- | ---- |
| 陳忠鈞 | 1955年7月5日   |      | 1958年7月18日 |      | 领事     |      |      |
| 廖德珍 | 1958年7月18日  |      | 1960年9月2日  |      | 领事     |      |      |
| 丁于正 | 1960年10月22日 |      | 1964年9月10日 |      | 领事     |      |      |
| 許壽平 | 1964年10月28日 |      | 1967年6月12日 |      | 领事     |      |      |
| 趙華琳 | 1967年10月11日 |      | 1968年7月20日 |      | 领事     |      |      |